# Miss Bolivia 2000

## Resultados Finales
| Resultado Final            | Departamento      | Candidata            |
| -------------------------- | ----------------- | -------------------- |
| Miss Bolivia Universo      | - Miss Litoral    | Claudia Andrea Arano |
| Miss Bolivia Mundo         | - Miss Cochabamba | Jimena Rico Toro     |
| Miss Bolivia Internacional | - Miss Santa Cruz | Catherine Villaroel  |
| 1º Finalista               | - Miss La Paz     | Vanessa Chain        |
| 2º Finalista               | - Miss Tarija     | Adriana Arce Angulo  |
| 3º Finalista               | - Miss Chuquisaca | Chintia López (Δ)    |

(Δ) Fue elegida por el voto del público en internet TELEVOTO

## Candidatas Oficiales
- 18 candidatas de los 9 departamentos de País concursaron por la corona del  Miss Bolivia 2000

| Candidata        | Nombre                          | Edad | Altura |
| ---------------- | ------------------------------- | ---- | ------ |
| Miss Beni        | Romy Suárez                     |      |        |
| Srta. Beni       |                                 |      |        |
| Miss Cochabamba  | Jimena Rico Toro                | 183  |        |
| Srta. Cochabamba | Fabiola Rivero                  |      |        |
| Miss Chuquisaca  | Chintia López Aguilar           | 174  |        |
| Srta. Chuquisaca | Mónica Imaná Canedo             |      |        |
| Miss La Paz      | Vanessa Cjain                   |      |        |
| Srta. La Paz     | Susana Peredo                   |      |        |
| Miss Litoral     | Claudia Andrea Arano            |      |        |
| Srta. Litoral    |                                 |      |        |
| Miss Oruro       |                                 |      |        |
| Srta. Oruro      |                                 |      |        |
| Miss Pando       | Leyla Suárez                    |      |        |
| Srta. Pando      |                                 |      |        |
| Miss Potosí      | María del Carmen Pozo Peñaranda | 18   | 1.74   |
| Srta. Potosí     | Shirley Moore                   |      |        |
| Miss Santa Cruz  | Catherine Villarroel            |      |        |
| Srta. Santa Cruz | Maria Nela Colombo Foianini     |      |        |
| Miss Tarija      | Adriana Arce Angulo             |      |        |
| Srta. Tarija     |                                 |      |        |

## Datos
- Jacqueline Aguilera, Miss Mundo 1995 que formó parte del jurado calificador.
- Solo seis podían pasar a la ronda de preguntas finales, de las cuales cinco eran elegidas por el jurado y una por voto telefónico, la ganadora del televoto fue Miss Chuquisaca Cinthia Lopez y así se aseguró su pase a la final.
- La hermana menor de Rosario Rico Toro Gamarra, finalista del Miss Universo 1990. Muchos creían que por ser su hermana ya tenía la corona ganada, pero para Jimena competir no fue nada fácil, si bien era la candidata más alta y mejor preparada para ganar, las comparaciones fueron constantes y como dije en un principio, la competencia fue tan fuerte que hasta el final nada estaba dicho.
- Pero Jimena no era la única candidata proveniente de una familia de ex misses. Adriana Arce Angulo, Miss Tarija dio de que hablar por ser hermana de Liliana Arce, Semifinalista del Miss Internacional 1995.
- Claudia Andrea Arano nos representó dignamente en el Miss Universo en Puerto Rico, en el Miss Mesoamérica en Texas y en el Reinado Internacional del Café en Colombia donde quedó Virreina, además fue anfitriona y 2.ª finalista del Reina Sudamericana.
- Miss Bolivia 2000 también destacamos a Catherine Villarroel que fue enviada al Miss Earth 2001 en Filipinas y se ubicó entre las 10 semifinalistas, siendo hasta ahora la única boliviana clasificada en ese concurso.

| Predecesor: Miss Bolivia 1999 | Miss Bolivia 2000 4 de agosto de 2000 | Sucesor: Miss Bolivia 2002 |

- Datos: Q20994930